# جلينايس اوكنور
جلينايس اوكنور (بالإنجليزية: Glynnis O'Connor)‏ هي ممثلة أمريكية، ولدت في 19 نوفمبر 1956 بنيويورك في الولايات المتحدة.

## وصلات خارجية
- جلينايس اوكنور على موقع IMDb (الإنجليزية)
- جلينايس اوكنور على موقع ألو سيني (الفرنسية)
- جلينايس اوكنور على موقع تيرنر كلاسيك موفيز (الإنجليزية)
- جلينايس اوكنور على موقع أول موفي (الإنجليزية)
- جلينايس اوكنور على موقع قاعدة بيانات الأفلام السويدية (السويدية)
- جلينايس اوكنور على موقع إن إن دي بي (الإنجليزية)
- جلينايس اوكنور على موقع قاعدة بيانات الفيلم (الإنجليزية)
- جلينايس اوكنور على موقع كينوبويسك (الروسية)